# Frederick Law Olmsted, Jr.
Pour les articles homonymes, voir Olmsted.
Frederick Law Olmsted, Jr. (24 juillet 1870 – 25 décembre 1957) était un architecte paysagiste américain également connu pour son combat pour la protection de l'environnement. Il travailla également pour des projets relatifs à des parcs nationaux américains comme les parcs d'Acadia, des Everglades et de Yosemite. L'île Olmsted (Olmsted Island) située au niveau des chutes du fleuve Potomac dans le Maryland a été nommée en son honneur.

## Biographie
Olmsted est né à Staten Island à New York. Il est le fils du célèbre architecte américain Frederick Law Olmsted. Après l'obtention de son diplôme secondaire à la  Roxbury Latin School  en 1890, il obtint un diplôme de bachelier à l'université d'Harvard en 1894. Il fut également apprenti pour son père et travailla sur deux projets importants en 1893: L'exposition universelle de 1893 à Chicago, et la très importante habitation  de George Vanderbilt en Caroline du Nord aussi nommée domaine Biltmore.  En 1895, il devint partenaire avec son père. Cette firme travailla durant la première moitié du 20e sur des milliers de projets paysagistes.
En 1900, Olmsted, Jr. retourna à Harvard pour y enseigner avec notamment le premier cursus dans le domaine de l'architecture paysagère.
En 1910, il fut approché par la American Civic Association pour donner des conseils pour la création d'un nouveau bureau des parcs nationaux. C'est en partie grâce à lui que le pays lança le système des parcs nationaux américains avec la loi de 1916 dénommée National Park Service Organic Act. Olmsted épousa le 30 mars 1911 Sarah Hall Sharples, avec qui il eut un enfant.

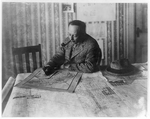
Frederick Law Olmsted, Jr. à la table à dessin.

Durant la période où il dirigeait avec son frère John Charles Olmsted la compagnie Olmsted Brothers, celle-ci employa jusque 60 travailleurs au début des années 1930. Il fut à l'origine du National Mall, du Jefferson Memorial et des jardins de la Maison-Blanche à Washington, D.C.
Il se retira de la vie active en 1949 et mourut en 1957. Il a été enterré au Old North Cemetery d'Hartford.